# Râul Runcu, Iada
Râul Runcu este un curs de apă, afluent al râului Iada.